# History
History (з 1995 по 2008 роки називався The History Channel) — міжнародний багатомовний супутниковий і кабельний телеканал. Спеціалізується на показі різноманітних документальних фільмів та драм історичної тематики. Є властністю A&E Networks (спільне підприємство між Hearst Communications та Disney Media Networks, підрозділу Walt Disney Company).

## Історія
Компанія вказала, що плани по створенню історичного каналу були в розробці в 1993 році; вона придбала бібліотеку документальних фільмів Lou Reda Productions і довгострокові права на архів документальних фільмів Hearst Entertainment. Канал History був запущений 1 січня 1995 року, а його британський аналог — 1 листопада 1995 року в партнерстві з British Sky Broadcasting. Його первісний формат повністю зосереджений на історичних серіалах і спеціальних випусках.
Протягом 1990-х років History жартома називали «каналом Гітлера» через обширне висвітлення Другої світової війни. Велика частина його програм на військову тематику була перенесена в споріднену мережу Military History. A&E Networks вважала History рушійною силою міжнародної експансії через відсутність міжнародних прав на міжнародне спільне виробництво A&E. Як і очікувалося, History Channel очолив зарубіжну експансію A&E у Бразилії з TVA (квітень 1996), в Північних і Балтійських регіонах з Modern Times Group (1997) і в Канаді (1997).
Історія розширилася в 1998 році на тури по визначних пам'ятках США з Mayflower Tours, що має афілійований вебсайт (historytravel.com), History Channel Traveler і запланований щоквартальний журнал. У жовтні History і MSG Network об'єдналися для створення декількох коротких програм з історії спорту. В листопаді 1998 року History Channel International вийшов із History Channel.
16 лютого 2008 року в рамках ребрендингу в мережі США був запущений новий логотип. 20 березня 2008 року, в рамках того ж ребрендингу, The History Channel виключив зі своєї назви «The» і «Channel», щоб стати просто «History».
У березні 2018 року було оголошено про документальну ініціативу «Історія 100», в рамках якої буде випущено 100 документальних фільмів, що охоплюють основні події та відомих особистостей за останні 100 років.
У 2021 році мережа History замовила серію документальних фільмів, що охоплюють історію багаторічної науково-фантастичної франшизи Star Trek. В ній буде розповідатись про довгу історію франшизи, включаючи різні телесеріали і серіали.
15 вересня 2024 року телеканал  розпочав мовлення українською мовою.

## Програми
Програми з історії охоплюють широкий спектр історичних періодів. Схожі теми часто об'єднуються в тематичні тижні або щоденні марафони. Предмети включають війну, винаходи, авіацію, машинобудування і цивільне будівництво, технології, науку, природу, художників, композиторів, авторів, міфічних істот, монстрів, непізнані літаючі об'єкти, теорії змови, інопланетян, релігійні вірування, сценарії лих, сценарії апокаліпсису «після людини», сценарії виживання, альтернативну історію, динозаврів, кінець світу, організовану злочинність, таємні товариства і забобони 2012 року.